# Nocal
Nocal ist eine Biermarke aus Angola. Der Markenname ist das Akronym seiner Brauerei, der Nova Empresa De Cervejas De Angola. Die Brauerei hat seit Gründung 1958 ihren Sitz in der Hauptstadt Luanda und gehört heute zum Cuca-BGI-Konzern.

## Zahlen und Produkte
Nocal ist mit einem Marktanteil von etwa 16 % das zweitbeliebteste angolanische Bier, nach dem traditionellen Marktführer Cuca. 2010 produzierte man bereits etwa 1,4 Mio. Hektoliter Nocal-Bier, Tendenz stark steigend.
Nocal wird als helles Pilsener und als dunkles Nocal Black angeboten, beide mit einem Alkoholgehalt von 5 %.
Sie werden in 500-ml-Dosen und in 300-ml-Flaschen angeboten. Das Pils ist zudem als Mini erhältlich, einer einfach zu öffnenden 25cl-Flasche, die nach dem Erfolgsmodell der 2009 eingeführten Super-Bock-Minis aus Portugal konzipiert sind. Auch als Fassbier gibt es Nocal.

## Geschichte
Die Brauerei wurde 1958 in der Hauptstadt der damaligen portugiesischen Kolonie Angola gegründet, nach dem Erfolg der 1952 ebenfalls in Luanda eröffneten Cuca-Brauerei. Auch Nocal fand viele Freunde im boomenden Angola, das insbesondere in den 1960er und 1970er Jahren ein beträchtliches Wirtschaftswachstum und steigende Einwohnerzahlen zeigte, nicht zuletzt durch zunehmende Einwanderung aus Portugal.
Der italienische Regisseur Ettore Scola drehte 1968 hier seine erfolgreiche Komödie Riusciranno i nostri eroi a ritrovare l’amico misteriosamente scomparso in Africa?, in der mehrmals Laster der Nocal-Brauerei zu sehen sind und in einer Verfolgungsszene prominent zum Einsatz kommen.
Auch während des portugiesischen Kolonialkrieges (1961–1974) waren Cuca und Nocal sehr beliebte Biermarken. Die oft aus ländlichen Gebieten Portugals stammenden Soldaten waren eher Wein gewohnt und fanden häufig erst hier zum Bier. Bis heute sind für Veteranen in Portugal die Nocal- und Cuca-Biere markante Erinnerungen aus ihrer Zeit in Angola.
Nach der Unabhängigkeit Angolas 1975 wurden alle vier Großbrauereien des Landes verstaatlicht und in den 1980 gegründeten staatlichen Bier-Konzern Empresa Nacional de Cervejas de Angola integriert, neben der Nocal und der Cuca aus der Hauptstadt auch die EKA aus Dondo und die Ngola in Lubango.
Im Zuge des marktwirtschaftlichen Umbaus im Land und des wirtschaftlichen Aufschwungs nach dem Ende des angolanischen Bürgerkriegs 2002 beschloss die Regierung 2005 die Privatisierung der vier Brauereien des Landes.
Die französische Castel BGI übernahm daraufhin 2007 die Nocal- und Cuca-Brauereien und führt sie seither in ihrer Tochterfirma Cuca BGI.

## Sportliches Engagement
Der Sportverein Grupo Desportivo da Nocal (G.D. Nocal) wurde 1963 als Werksmannschaft der Nocal-Brauerei gegründet, zu Zeiten portugiesischer Kolonialverwaltung. 2008 trennte sich die Brauerei vom Verein und löste diesen auf.
Die Fußballmannschaft der Männer stieg 1992 in die oberste Spielklasse des Landes, den Girabola auf. Die Saison 1992 beendete der Aufsteiger auf einem Abstiegsplatz, durfte aber in der Saison 1993 erneut antreten, da die regulären Aufsteiger beide aus dem zerstörten Huambo kamen und mitten im Bürgerkrieg nicht am Ligabetrieb teilnehmen konnten. Am Ende der Saison stieg der G.D. Nocal dann ab.
Erfolgreicher war die Basketballabteilung, insbesondere die der Frauen. Diese gewannen 1998 die angolanische Meisterschaft und waren 1999 Zweite. In der FIBA Africa Women’s Clubs Champions Cup, dem höchsten FIBA-Afrika-Vereinswettbewerb der Frauen, wurden die Nocal-Basketballerinnen 1997 Dritte.
Auch im Schach des Landes war der G.D. Nocal ein bedeutender Name.